# بوابة أليكسيفسكي
بوابة أليكسيفسكي ، هي نصب الهندسة العسكرية، المدخل الجنوبي الرئيسي السابق إلى قلعة آزوف التي تعود للقرن الخامس عشر. تاريخ البوابات من فترة لاحقة إلي القرن السابع عشر إلى الثامن عشر. مع السور والخندق تشكل الجزء الوحيد الذي نجا حتى اليوم من الحصن. المكان يدخل في قائمت البنايات المحمية في روسيا.

## تاريخ
قلعة أزوف التي بناها الأتراك، إحتلها الروس في عام 1696 تحت حكم بطرس الأكبر ، رجعت رسميا ملكا لروسيا بعد معاهدة القسطنطينية ، التي أبرمت بين روسيا وتركيا. في القرن الثامن عشر، المهندسون العسكريون الروس بقيادة لافال النمساوي إعادو بناء أحد عشر بابًا، بما في ذلك ألكسيفسكي.
في البداية، كانت بوابة ألكسيفسكي مصنوعة من الخشب، ولكن في عام 1801 إلي عام 1805 ، تم إعادة بنائها بالحجر. في عام 1935 أجريت الحفريات الأثرية على أراضي قلعة أزوف من قبل المكتب الإقليمي لحماية الآثار في روستوف. في ذلك الوقت، تم تدمير قلعة أزوف بالكامل، ومن بوابة أليكسيفسكي لم يكن هناك سوى جدارين متوازيين من الحجر. في عملية الترميم، حاول المؤرخون والمهندسون المعماريون إعطاء بوابة أليكسيفسكي مظهرها الأصلي. و على جدران البوابة هناك العديد من اللوحات التذكارية. 